# Bósforo Oriental

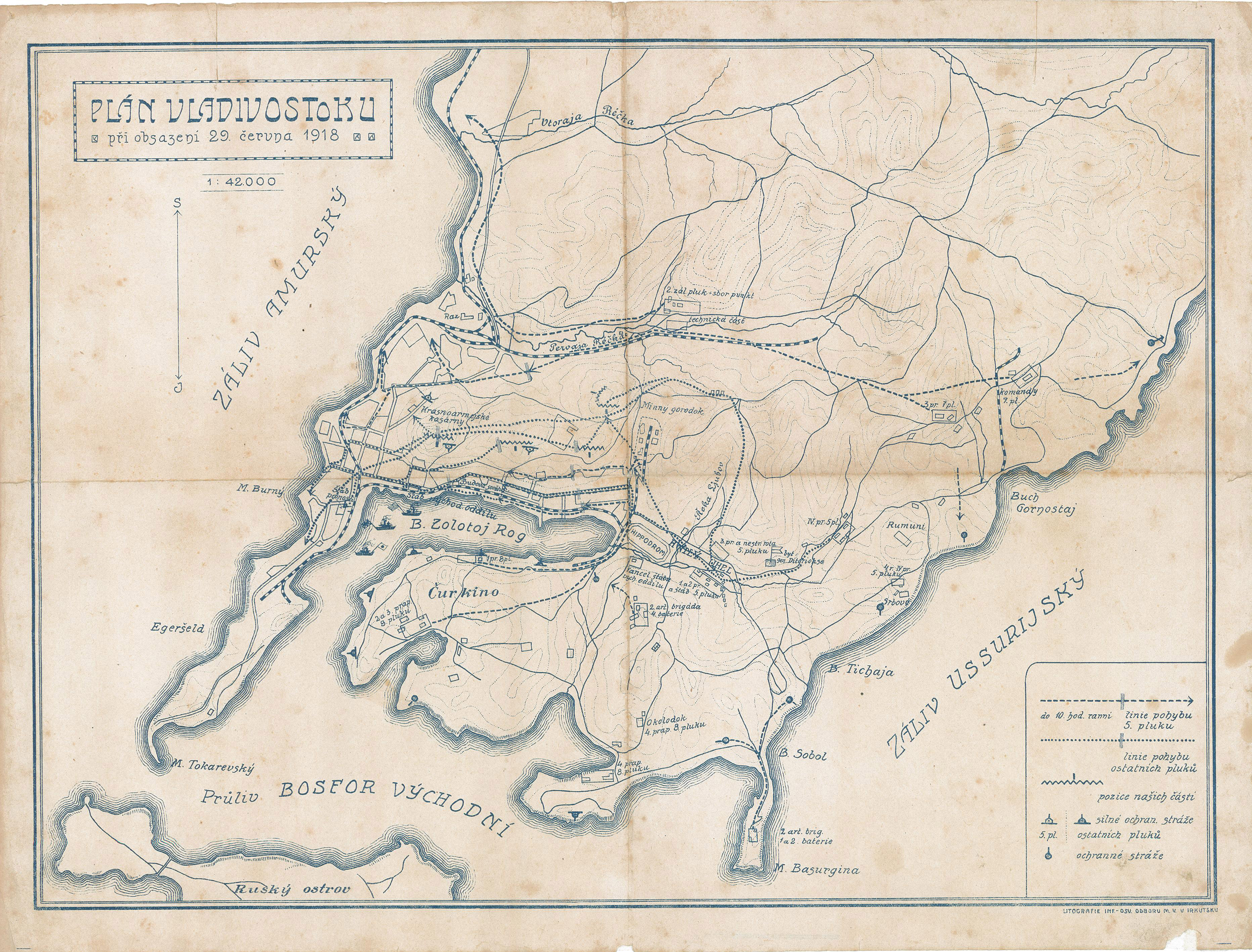
Mapa de Vladivostok en 1918.

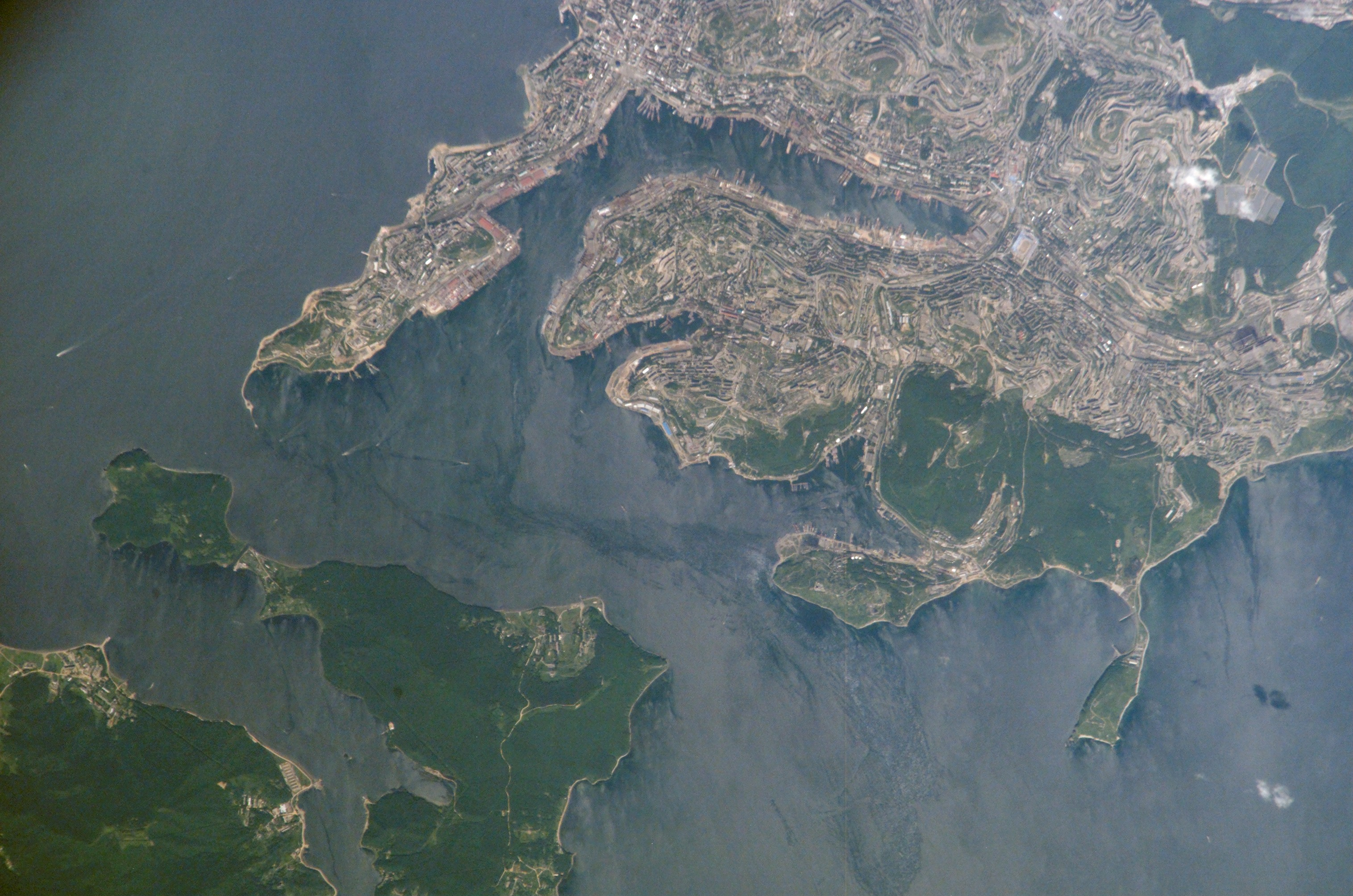
El Bósforo Oriental en 2002.

El Bósforo Oriental (en ruso: Босфор Восточный, Bosfor Vostochni) es un estrecho ubicado en el krai de Primorie, Federación Rusa. Separa la península Muraviov-Amurski y la isla Ruski, conectando la bahía de Amur y la bahía de Ussuri con el golfo de Pedro el Grande.
En las inmediaciones se alza el Puente del Cuerno de Oro, uno de los puentes atirantados más largos del mundo en su tipo.